# لوك كيج (مسلسل)
مارفل لوك كيج (بالإنجليزية: Marvel Luke Cage) مسلسل دراما، حركة، وأبطال خارقين أمريكي. مبني على شخصية لوك كيج من سلسلة القصص المصورة من مارفل بنفس العنوان.
توفرت حلقات الموسم الأول للعرض على نتفليكس في 30 سبتمبر، 2016.

## الممثلين والشخصيات

### شخصيات رئيسية
- مايك كولتر بدور لوك كيج[1][2][2][3]

## وصلات خارجية
- الموقع الرسمي
- لوك كيج على موقع IMDb (الإنجليزية)
- لوك كيج على موقع ميتاكريتيك (الإنجليزية)
- لوك كيج على موقع روتن توميتوز (الإنجليزية)
- لوك كيج على موقع نتفليكس (الإنجليزية)
- لوك كيج على موقع أول موفي (الإنجليزية)
- لوك كيج على موقع فيلمافينيتي (الإسبانية)
- لوك كيج على موقع كينوبويسك (الروسية)
- لوك كيج على موقع ألو سيني (الفرنسية)
- لوك كيج على موقع ميوزك برينز (الإنجليزية)
- لوك كيج على موقع قاعدة بيانات الفيلم (الإنجليزية)
- لوك كيج على الطماطم الفاسدة